# Miguel Ángel Martín Perdiguero
Pour les articles homonymes, voir Martín et Perdiguero.
Miguel Ángel Martín Perdiguero est un ancien coureur cycliste professionnel espagnol né à San Sebastián de los Reyes le 14 octobre 1972.

## Biographie
Miguel Ángel Martín Perdiguero commence sa carrière professionnelle avec l'équipe Kelme en 1997. Il remporte sa première victoire l'année suivante lors de la première étape du Grand Prix international Mitsubishi MR Cortez, avant de passer dans la formation Once. Bon sprinter, il remporte le Grand Prix Miguel Indurain et plusieurs étapes sur des courses espagnoles, telles que le Tour des Asturies, le Tour de Burgos ou la Semaine catalane. Il est également à l'aise sur des courses plus accidentées : il est deuxième de la Subida al Naranco et troisième de l'Escalade de Montjuïc en 1999, et remporte le classement de la montagne de la Bicyclette basque en 2002.
Mertin Perdiguero change souvent d'équipe. C'est dans l'équipe Saunier Duval-Prodir nouvellement créée qu'il réalise sa meilleure saison, en 2004, alors qu'il a 32 ans. Après plusieurs podiums sur des courses d'un jour (GP Indurain, Subida al Naranco, GP Llodio) ou par étapes (Semaine catalane), il remporte deux étapes de la Bicyclette basque, puis domine le Tour de Catalogne, en glanant le classement général, 3 des 7 étapes, ainsi que les classements par points et de la montagne. Quelques mois plus tard, il s'impose au sprint sur la Classique de Saint-Sébastien. Il termine l'année à la 13e place au classement UCI.
Il change d'équipe une nouvelle fois en 2005. Avec Phonak, il ne remporte plus de course, mais obtient de bonnes places sur les classiques ardennaises que sont l'Amstel Gold Race (5e en 2005 et 6e en 2006) et Liège-Bastogne-Liège (7e et 6e). Il participe à son premier et unique Tour de France en 2006 aux côtés de Floyd Landis, vainqueur déchu du titre pour dopage.
Il prend sa retraite à la fin de la saison 2006, s'estimant "persécuté" par l'UCI et ses contrôleurs antidopage, et après s'être déclaré contre les sanctions en cas de dopage. En 2007, il est élu conseiller municipal (Parti populaire) d'une commune de la banlieue de Madrid (San Sebastián de los Reyes).

## Palmarès

### Palmarès amateur
- 1994
  - Trophée Iberdrola
  - 2e du Gran Premio Feria de San Pedro
- 1995
  - Tour de Tolède
  - 2e du Tour de la communauté de Madrid
  - 2e du Trophée Guerrita
- 1996
  - Clasica de Lasarte Oria
  - 6e étape du Tour de Navarre
  - 4ea étape de la Bizkaiko Bira (es)
  - 2e de la Prueba Alsasua

### Palmarès professionnel
| - 1998 - 1re étape du Grand Prix international Mitsubishi MR Cortez - 2e du Trofeo Manacor - 3e du Trofeo Alcúdia - 1999 - Clásica a los Puertos de Guadarrama - 2e étape du Tour de Burgos - 2e de la Clásica de Alcobendas - 2e de la Subida al Naranco - 3e de l'Escalade de Montjuïc - 2000 - Grand Prix Miguel Indurain - Tour de La Rioja : - Classement général - 4e étape - GP Llodio - 9e de la Classique de Saint-Sébastien - 2001 - 1re étape de la Clásica de Alcobendas - 1re étape du Tour des Asturies - 2002 - 4e étape de la Semaine catalane - 3e étape du Tour des Asturies - 3e étape de la Bicyclette basque - 3e du championnat d'Espagne sur route - 2003 - 4e étape du Tour de la Communauté valencienne - Trophée Pantalica - 3e étape du Tour de Castille-et-León - 3e de Milan-Turin - 5e du Tour de Lombardie | - 2004 - 5e étape du Tour des Asturies - 1re et 2e étapes de la Bicyclette basque - Tour de Catalogne : - Classement général - 2e, 3e et 4e (contre-la-montre) étapes - Classique de Saint-Sébastien - 2e de la Semaine catalane - 2e du Grand Prix Miguel Indurain - 2e de la Subida al Naranco - 2e du GP Llodio - 9e de Milan-San Remo - 2005 - 1re étape du Tour de Catalogne (contre-la-montre par équipes) - 3e de la Clásica de Alcobendas - 5e de l'Amstel Gold Race - 6e du Tour de Catalogne - 7e de Liège-Bastogne-Liège - 2006 - 6e de Liège-Bastogne-Liège - 7e du Tour du Pays basque - 7e de l'Amstel Gold Race |

### Résultats sur les grands tours

#### Tour de France
1 participation
- 2006 : abandon (17e étape)

#### Tour d'Espagne
7 participations
- 1999 : 61e
- 2001 : abandon (10e étape)
- 2002 : 42e
- 2003 : 32e
- 2004 : abandon (19e étape)
- 2005 : abandon (18e étape)
- 2006 : abandon (5e étape)

#### Tour d'Italie
3 participations
- 1997 : abandon
- 1998 : 73e
- 2000 : 37e